# 五河县
五河县是中國安徽省蚌埠市下辖的一个县。区域总面积为1429平方公里，总人口約70万人。县政府驻城南新區惠民路8號，距蚌埠市区55公里。以境内有五条河流而得名，这五条河分别是淮、浍、漴、潼、沱。

## 行政區劃
五河縣辖有12个镇、1个乡、1个民族乡：
城关镇、新集镇、小溪镇、双忠庙镇、小圩镇、东刘集镇、头铺镇、大新镇、武桥镇、朱顶镇、浍南镇、申集镇、沱湖乡和临北回族乡。

## 人口
根据(安徽省)蚌埠市第七次全国人口普查公报显示：五河县常住人口为523531人，男性占比50.95%，女性占比49.05%，年龄结构中0-14岁占比23.31%，15-59岁占比57.36%，60岁以上占比19.33%，65岁以上占比15.84%。

## 交通
104国道、 344国道、 徐明高速过境。

## 氣候
年平均气温14.7攝氏度，年降水量896毫米。

## 经济
五河是中國大陸地區瘦肉型商品猪基地县。特产：沱湖螃蟹。

## 文化
五河民歌《摘石榴》获广西南宁国际民歌节金奖，以其为代表的五河民歌被列入国家级非物质文化遗产名录。顺河街为安徽省历史文化名街。

## 教育
安徽省五河县实验小学、安徽省五河第一中学、安徽省五河县高级中学等学校。